# Jacques Haustrate
Jacques François Louis Haustrate (Elzele, 15 oktober 1882 - Frasnes-lez-Buissenal, 19 december 1948) was een Belgisch volksvertegenwoordiger.

## Levensloop
Haustrate was brouwer en landbouwkundige.
Hij werd gemeenteraadslid (1921) en burgemeester van Frasnes-lez-Buissonal.
In 1932 werd hij katholiek volksvertegenwoordiger voor het arrondissement Doornik en vervulde dit mandaat tot in 1946.